# Улрисехамн (община)
Община Улрисехамн (на шведски: Ulricehamns kommun) е разположена в лен Вестра Йоталанд, югозападна Швеция с обща площ 1122 km2 и население 23 211 души (към 31 декември 2013). Административен център на община Улрисехамна е едноименния град Улрисехамн.